# Popillia flavotrabeata
Popillia flavotrabeata är en skalbaggsart som beskrevs av Thomson 1858. Popillia flavotrabeata ingår i släktet Popillia och familjen Rutelidae. Inga underarter finns listade i Catalogue of Life.